# Adolf Klose

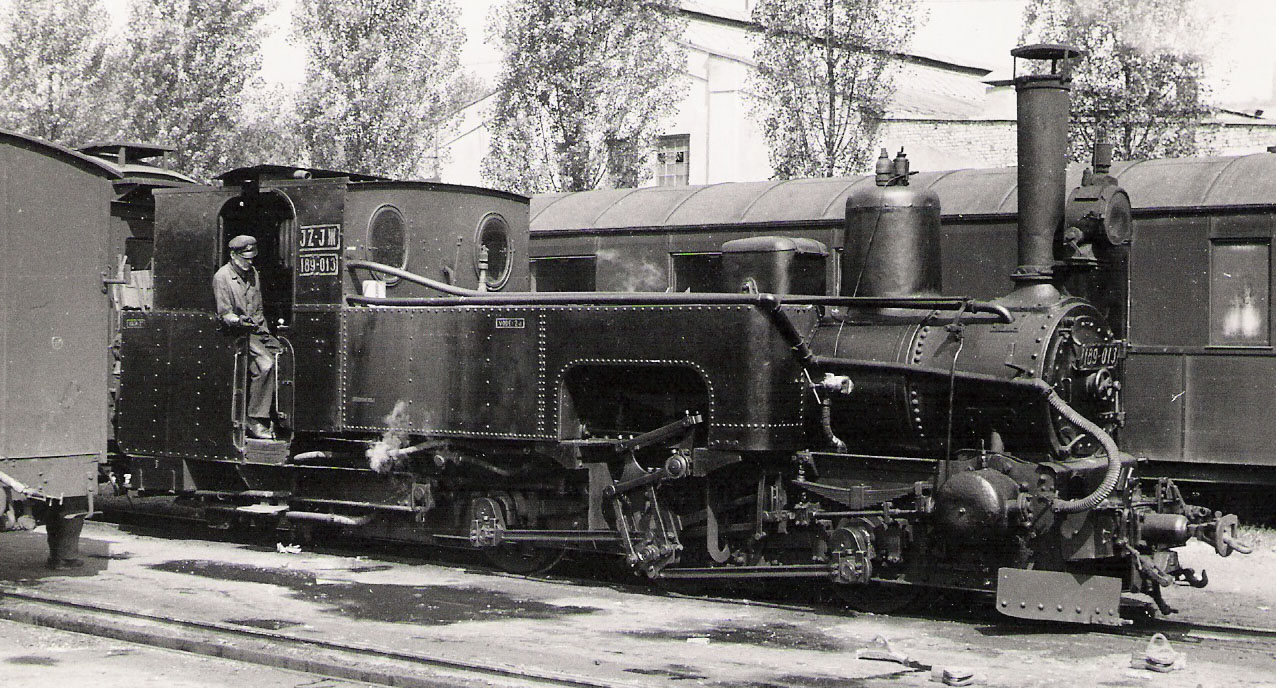
Das Klose-Triebwerk fand bei den Schmalspurbahnen in Bosnien weite Verbreitung, außerdem in gewissem Umfang in der Schweiz, in Württemberg und in Sachsen.

Adolf Klose (* 21. Mai 1844 in Bernstadt auf dem Eigen; † 3. September 1923 in München) war ein deutscher Maschinenbauingenieur, der von Juni 1885 bis 1896 als Obermaschinenmeister der Königlich Württembergischen Staats-Eisenbahnen arbeitete.

## Leben
Vor seinem Dienstantritt in Stuttgart war er Maschineninspektor der Vereinigten Schweizerbahnen. Nach einer Phase der Anlehnung an preußische Vorbilder zwischen 1865 und 1885 erfolgte unter Kloses Amtszeit eine Neuausrichtung des Maschinenwesens. Sie war geprägt durch zahlreiche eigene Ideen und Erfindungen. Insbesondere förderte er die Einführung des Verbundtriebwerks für Dampflokomotiven in Württemberg.
1906 gründete Klose gemeinsam mit Rudolf Diesel und den Gebrüdern Sulzer die Gesellschaft für Thermolokomotiven Diesel-Klose-Sulzer GmbH. Hier leitete er die Entwicklung der ersten Diesellokomotive, der Diesel-Klose-Sulzer-Thermolokomotive mit Direktantrieb und Start über Druckluft, die 1912 gebaut und bis 1914 erprobt wurde.

## Klose-Lenkwerk
Seinen Namen trägt das patentierte Klose-Lenkwerk, eine vielteilige und komplexe Konstruktion, mit der bei Dampflokomotiven und Wagen die radiale Einstellung des führenden und des hintersten Radsatzes zur Verbesserung der Kurvengängigkeit erzwungen wurde.

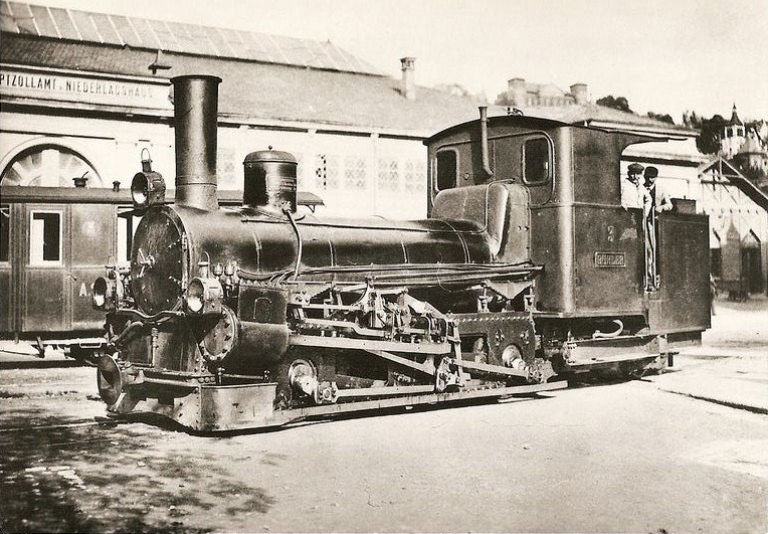
Dampflokomotive HG 2/3 3 „Bühler“ der Appenzeller Strassenbahn (ASt) mit Klose-Laufwerk

Die „Klose’schen Lenkachsen“ bewirkten eine geometrisch perfekte Zentrierung und exakte radiale Einstellung der Radsätze rechtwinklig zur Gleisachse. Für Schmalspurbahnen mit ihren vielen Bögen war dies besonders wichtig, um den Verschleiß am Oberbau und den Radsätzen gering zu halten und zügiges Fahren zu erlauben. Für Zahnradbahnen – wie die Appenzeller Strassenbahn (ASt) – ergab sich der Vorteil, dass auch bei größeren Lokomotiven mit zwei relativ weit voneinander liegenden Zahnrädern die Zähne dennoch zentrisch und flächig in die Zahnstange eingriffen.
Das sehr sinnreich entwickelte Klose-Triebwerk war besonders vielteilig und damit wartungsintensiv, was den Bau und den Unterhalt der Lokomotiven teuer machte. Die Lenkachsen hatten nur auf Strecken mit sehr engen Kurven ihre Berechtigung. Als genügend Langzeiterfahrung vorlag, bewährte sich Kloses Konstruktion bei den meisten Bahnunternehmungen. Über hundert gebaute Lokomotiven und etliche hundert Wagen, die in Bosnien und Württemberg in schwerstem Dienst standen, belegen die gute Eignung. Die Maschinen wurden z. T. fast 20 Jahre lang meist unverändert immer wieder nachbestellt oder neue Gattungen dieser Bauart herausgebracht. Testfahrten mit den Schmalspurloks in Württemberg ergaben, dass die Lokomotiven für Geschwindigkeiten von 45–50 km/h geeignet gewesen wären, anstatt der üblichen 30 km/h. Da diese jedoch ausreichten, wurde planmäßig nicht schneller gefahren. In Bosnien wurden die Loks gezielt für Geschwindigkeiten bis 50 km/h entwickelt und auch so genutzt, um das Durchschnittstempo der Personenzüge auf den langen Strecken heraufzusetzen. Bei Testfahrten wurden ohne weiteres 65 km/h bei dem vielgerühmten ruhigen Lauf erreicht. Der Aufwand zum Unterhalt der Triebwerke und Lenkgestänge war zwar größer als bei anderen Konstruktionen. Dies war jedoch bis zum Erscheinen einfacherer Bauarten wirtschaftlich, denn der Tausch von vorzeitig abgenutzten Schienen, besonders auf langen und unzugänglichen Strecken wie in Bosnien, wäre teurer gewesen.
Insgesamt wurden über 150 Lokomotiven nach dem System Klose gebaut, für die Spurweiten 750/760 mm, 1000 mm und 1435 mm. Somit erreichte diese Bauart eine wesentlich größere Verbreitung als andere Spezialkonstruktionen für kurvengängige Triebwerke. Bei guter Pflege erreichten Klose-Konstruktionen eine beachtliche Lebensdauer bei bester Leistungsfähigkeit. Die Maschinen in Bosnien standen fast vollständig über 70 Jahre im regen Einsatz, bis 1967, obwohl sie längst hätten durch andere Bauarten ersetzt werden können. Sie waren beim Personal sehr beliebt und galten bis zum Erscheinen stärkerer Maschinen als „Mädchen für alles“. Damit erwies sich die Bauart Klose beständiger als etwa die Bauart Mallet. Die Nachfolgebauart Gölsdorf/Helmholtz senkte zwar die Unterhaltskosten in den Werkstätten, erzeugte aber wieder erheblich mehr Verschleiß am Gleis.
Keine der Maschinen ist erhalten. Eine entsprechende Absicht des Vereins Deutsche Gesellschaft für Eisenbahngeschichte (DGEG) zur Rettung einer Lok in Bosnien kam etwas zu spät, ebenso Bemühungen des österreichischen Club 760. Die Maschine hätte den von der DGEG erhaltenen württembergischen Schmalspurgüterwagen mit Klose-Fahrgestell ergänzen sollen. Solche Wagen sind heute erhalten bei der Gruppe Deutscher Eisenbahn-Verein und der Öchsle-Bahn in Oberschwaben. Wagen der bosnischen Bauart gibt es im Schmalspurmuseum Požega in Serbien sowie bei der Museumsbahn Šarganska osmica in Serbien / Bosnien. Die Wagen für Bosnien und Württemberg entsprachen sich von den Hauptabmessungen der Fahrgestelle fast völlig, da sie von Adolf Klose etwa gleichzeitig entwickelt wurden.